# Dora Gatta
Dora Gatta (Foggia, 11 novembre 1928 – Milano, 25 luglio 1979) è stata un soprano italiano.

## Biografia
Debuttò nel 1942 a Firenze. Si esibì come soprano principale in numerosi palcoscenici italiani, come alla Scala, a Napoli e a Torino. Tra le opere da lei interpretate ricordiamo Amelia al ballo di Gian Carlo Menotti, Un ballo in maschera di Giuseppe Verdi, Il barbiere di Siviglia di Gioachino Rossini e La bohème di Giacomo Puccini. Nel 1957 fu protagonista in Amelia al ballo e in Rita di Gaetano Donizetti al Teatro Carignano di Torino, e nel 1965 si esibì in un duetto con Paolo Pedani in Pronta io son... Vado, corro tratto dal Don Pasquale donizettiano. Al Comunale di Bologna apparve in Un ballo in maschera (1961), Falstaff (1965) e Arlecchino (1967). Nel 1958 prese parte ad una tournée a Losanna.